# Alanson
Alanson – wieś w Stanach Zjednoczonych, w stanie Michigan, w hrabstwie Emmet.